# (29636) 1998 VH6
1998 في إتش 6 (ويعرف أيضًا باسم (29636) 1998 في إتش 6 وفق تسمية الكوكب الصغير) (بالإنجليزية: 1998 VH6)‏ هو كويكب ضمن حزام الكويكبات؛ وترتيبه 29636 من حيث الاكتشاف.
اكتُشف هذا الجُرم الفلكي بواسطة تاكيشي أوراتا ‏ في 11 نوفمبر 1998.

## وصلات خارجية
- (29636) 1998 VH6 في قاعدة بيانات مختبر الدفع النفاث لأجرام النظام الشمسي الصغيرة

- الاكتشاف · مخطط المدار ·  العناصر المدارية · المعلمات المادية

- (29636) 1998 VH6 على موقع ويكي سكاي: DSS2, SDSS, GALEX, IRAS, Hydrogen α, X-Ray, Astrophoto, Sky Map, Articles and images